# ゼンゼントモダチ
「ゼンゼントモダチ」は、山崎はるかの楽曲でデビューシングル。2018年5月23日にNBCユニバーサルから発売された。

## 概要
表題曲「ゼンゼントモダチ」は、テレビアニメ『魔法少女サイト』のエンディングテーマに起用された。

## 収録内容
CD
1. ゼンゼントモダチ
  - 作詞：山本メーコ / 作曲・編曲：佐藤陽介
2. 金曜日のBambi
  - 作詞：山本メーコ / 作曲・編曲：伊藤”三代”タカシ
3. 選手宣誓ガール（シークレットトラック）
  - 作詞：こだまさおり / 作曲・編曲：彦田元気
4. ゼンゼントモダチ＜instrumental＞
5. 金曜日のBambi＜instrumental＞

特典DVD INDEX（初回限定盤のみ）
1. ゼンゼントモダチ MV
2. ゼンゼントモダチ MV Dance shot ver.
3. ゼンゼントモダチ MV Behind the scene
4. SPOT